# Sheakleyville
Sheakleyville est un borough situé au nord du comté de Mercer, en Pennsylvanie, aux États-Unis,. En 2010, il comptait une population de 142 habitants, estimée au 1er juillet 2020 à 130 habitants. Le borough est incorporé le 11 mars 1851.

## Démographie
Lors du recensement de 2010, le borough comptait une population de 1 051 habitants. Elle est estimée, en 2020, à 1 023 habitants.

### Source de la traduction
- (en) Cet article est partiellement ou en totalité issu de l’article de Wikipédia en anglais intitulé « Sheakleyville, Pennsylvania » (voir la liste des auteurs).